# Бадаєв Руслан Геннадійович
Бадаєв Руслан Геннадійович (нар. 1 травня 1972 року, Харків) — український бізнесмен та політик, депутат Київоблради, член комісії з питань соціального захисту, голова Фастівської районної організації Партії регіонів (2010—2014). Народний депутат України 7-го скликання (округ № 94, з 15 січня 2014).

## Біографія
Народився в Харкові.
З відзнакою закінчив Харківське медичне училище (1989—1991).
З 1995 по 2000 рік навчався у Харківській державній академії технології та організації харчування (спеціальність: менеджмент та маркетинг технології та організації харчування).
З 2005 по 2006 рік навчався в Переяслав-Хмельницькому державному педагогічному університеті імені Григорія Сковороди, на факультеті історії і техніки. В 2010 році отримав науковий ступінь кандидата історичних наук.
З 1991 по 1995 роки працював у реанімаційному відділенні Харківської міської лікарні.
З 2000 до 2005 роки працював комерційним директором на «Шишацькому сирзаводі».
З 2005 року працює на заводі «Гадячсир» — спочатку комерційним директором, пізніше — Головою наглядової ради.

Одружений. Разом з дружиною виховують двох дітей.

## Громадська та політична діяльність
2006—2010 роки — депутат Київської обласної Ради V скликання.
З 2010 року — депутат Київської обласної ради VI скликання.
У 2013 році на повторних виборах до Верховної Ради України балотується в народні депутати України по 94 мажоритарному виборчому округові, м. Обухів, Київська область. На довиборах обраний народним депутатом, склав присягу 15 січня 2014 року. Наступного дня, 16 січня, голосував за так звані «закони про диктатуру».
Заступник голови Комітету Верховної Ради України з питань податкової та митної політики.
На Позачергових виборах Руслан Бадаєв збирався балотуватися по 94 виборчому округу, але зняв свою кандидатуру.
Руслан Бадаєв входить в оточення Юрія Бойка[джерело?]. Починаючи із березня 2018 року на інтернет виданнях 94 округу (Зокрема — на виданні «Нова Київщина») почали з'являтися матеріали, які позитивно характеризують Бадаєва, що імовірно означає початок його виборчої кампанії.[джерело?]